# Grupúsculos herederos de la OES
La Organización del Ejército Secreto (OES) fue un grupo terrorista de extrema derecha que apareció en 1961 durante la Guerra de Argelia, que cesó sus actividades en 1965. Aunque el grupo desapareció durante la década de 1960, en 2017 apareciendo de manera breve dos grupúsculos que se decían herederos de la OES. El primero estaba formado por unas diez personas, el segundo por un solo adolescente. Al no tener nada comparable a un renacimiento a su modelo, son sin embargo resultado de la influencia de la OES sobre la ultraderecha en Francia.

## Grupúsculos

### OEA de Logan Nisin
En octubre de 2017, una célula terrorista de extrema derecha que se hacía llamar OES reclamando ser la continuación de la OES histórica,(inspirándose también en el terrorista Anders Breivik). Estaba formado por nueve personas, reunidos en torno al exmilitante de Action Française Logan Nisin. La célula había planeado ataques contra tiendas de kebabs, lugares de culto especialmente mezquitas (en particular la de Vitrolles, entonces en construcción), políticos (como Jean-Luc Mélenchon), personas de origen subsahariana, y activistas antifascistas, e incluso planes para extorsionar líderes empresariales. Sin embargo, el arresto de su líder truncó sus planes antes que las llevaran a cabo.  El grupo estaba compuesto, además por su líder, por dos comandantes (responsables de las células de supervisión) y tres células semiautonomas en Bocas del Ródano ("la cigarra", compuesta por tres miembros), en Sena-Saint Denis (la "732", compuesto por un miembro) y en Perpiñán (compuesta por un miembro)

### CDPPF
Simultáneamente, en el otoño de 2017, un «Comando para la Defensa del Pueblo y de la Patria Francesa» (CDPPF) que también afirma ser influenciado por Anders Breivik llevó a cabo varios ataques con martillo racistas e islamófobos en Dijon y en Chalon-sur-Saône, exigiendo la liberación de los miembros de la célula terrorista. El presunto comando luego amenazó con cometer un ataque durante un partido de fútbol entre Dijon FCO y Espérance Sportive Troyes Aube Champagne el 18 de noviembre de 2017 si los miembros de la nueva OEA no son liberado. Estas amenazas no tendrán seguimiento. Sin embargo, el CDPPF cambiará su nombre para llamarse "OEA 26 de septiembre", y reivindicará dos intentos de incendio contra la Universidad de Borgoña a finales de 2017 y el robo de una farmacia en Chalon-sur-Saône en enero de 2018. Finalmente, un joven de 17 años acudió a la policía el 29 de enero de 2018, explicando que en realidad era el único miembro de la OEA 26 de septiembre. Fue sentenciado a diez años de prisión el 20 de mayo de 2021

### Juicios
El 20 de mayo de 2021, el único miembro de la CDPPF/OEA 26 de septiembre recibió diez años de prisión.
El 12 de octubre siguiente, el fundador y líder del pequeño grupo OEA, Logan Nisin, fue condenado por el tribunal de París a nueve años de prisión por “planificar un ataque terrorista”.